# Colette Maze
Pour les articles homonymes, voir Maze.
Colette Maze est une pianiste française née le 16 juin 1914 à Paris 9e et morte le 19 novembre 2023 à Paris 15e. Centenaire, elle est connue pour sa longévité exceptionnelle, avec une carrière s'étendant sur plus de 90 ans,.

## Biographie

### Jeunesse et études
Colette Claire Saulnier naît le 16 juin 1914 à Paris 9e au sein d'une famille de la haute bourgeoisie installée rue du Faubourg-Poissonnière. Son père dirige une usine d'engrais organiques à Aubervilliers. 
Elle est élevée durement par sa mère qui la frappe. Elle se réfugie alors dans la musique. Elle déclare par la suite que son instrument lui apportait la tendresse qui lui manquait[réf. nécessaire].
Asthmatique, elle se calme en écoutant sa mère jouer du violon avec son professeur de piano,. Elle reçoit des cours de piano dès l'âge de 5 ans, ses parents ayant remarqué son don précoce pour la musique. Bien qu'ils s'opposent à ce qu'elle devienne pianiste professionnelle, elle obtient d'intégrer, à 15 ans, l’École normale de musique de Paris, où elle suit les cours d’Alfred Cortot, Nadia Boulanger et Jeanne Blancard,.

### Carrière
Faute d'être encouragée dans une carrière de concertiste, elle obtient une licence d'enseignement et devient professeure de piano à l'École normale de musique de Paris et au conservatoire de Bagneux,, donnant parallèlement des cours particuliers.
Elle enregistre son premier disque, consacré à son compositeur favori, Claude Debussy, en 2001, à 87 ans.
À 100 ans, elle joue toujours du piano pour, dit-elle, « entretenir sa mémoire », attribuant sa longévité à son régime alimentaire, sa passion pour le piano et sa pratique de la danse.
À 103 ans, elle sort son quatrième album dédié encore à Claude Debussy, à l'occasion du centenaire de la mort de celui-ci, tout en proposant également des interprétations de Federico Mompou, d'Astor Piazzolla et d'Alberto Ginastera,,.
Le 10 février 2021, alors âgée de 106 ans, elle annonce la publication d'un sixième album dédié à nouveau à Debussy.
En juin 2023, elle sort un septième et dernier album, à l'âge de 109 ans.

### Réseaux sociaux
Centenaire, Colette Maze devient une vedette des réseaux sociaux avec une page personnelle « Colette Maze pianiste centenaire » sur Facebook, sur laquelle figurent des photographies d'elle, contemporaines ou de jeunesse, des extraits d'articles de journaux, et des vidéos d'elle jouant du piano ou donnant des courtes interviews.

### Vie privée
À 18 ans, elle refuse les riches prétendants proposés par sa famille et entame une histoire d'amour avec l'écrivain Hubert Dumas (1920-1969), avec lequel elle a un fils, Fabrice, en 1949. Après leur rupture, Colette élève seule son enfant et doit affronter le rejet de son milieu.
Elle épouse le 29 décembre 1958 à Paris 17e Émile Fernand Maze, un musicien fondateur de L'Œuvre des vieux musiciens, qualifiant leur union de « mariage de raison ».

### Mort
Colette Maze meurt à l'âge de 109 ans le 19 novembre 2023 à son domicile parisien. Ses obsèques se tiennent le 28 novembre 2023 en l'église Saint-Roch.

## Discographie
- Claude  Debussy : Préludes, 1er livre - Seven Doc EPI, 2004 (OCLC 590014535)
- Claude  Debussy : Clair de lune, Estampes, Children's Corner, La plus que lente - 2014 (OCLC 927456582)
- Colette Maze interprète Claude Debussy - Continuo Classics, 2015 (ASIN B00K5T1LHM)
- 104 ans de piano - Continuo Classics, 2018 (ASIN B07B14J44V)
- 105 ans de piano - Continuo Classics, 2019 (OCLC 1182602339)
- Un siècle avec Debussy - Continuo Classics, 2021 (ASIN B08ZVWPHB8)
- 109 ans de piano - Continuo Classics, 2023